# Ixora fusca
Ixora fusca är en måreväxtart som beskrevs av Geddes. Ixora fusca ingår i släktet Ixora och familjen måreväxter. Inga underarter finns listade i Catalogue of Life.